# Paco Cerdà i Esteve
Paco Cerdà i Esteve (Lleida, 22 de gener de 1960) és un advocat i polític català de Lleida. Diputat provincial a la Diputació de Lleida pel Partit Demòcrata Europeu Català (Partit Demòcrata) i Unió Democràtica de Catalunya (UDC) també és Tinent de alcalde de Promoció econòmica de la Paeria de Lleida, President de Turisme de Lleida, President de Mercolleida, Conseller delegat de CNC, vicepresident de Fira de Lleida pel mateix partit
.
En les últimes eleccions municipals de la ciutat de Lleida, Paco Cerdà es va presentar a les llistes conjuntament amb Convergència Democràtica de Catalunya (CDC) encapçalant la llista d'UDC, sota les sigles de CiU (Convergència i Unió). En les eleccions anteriors (realitzades al 2011 i 2015) també va ser candidat amb el grup CiU esdevenint regidor a la Paeria de Lleida durant aquell mandat.